# Міста Таїланду
Всього в Таїланді нараховується 1 599 міст (2008). З них два міста мають особливий королівський статус — столиця країни Бангкок та місто Паттая. Всі інші міські поселення поділяються на 3 рівні:
- міста (тхесабан-накхон) — 23 (населення понад 50 тис. осіб)
- містечка (тхесабан-муенг) — 118 (населення понад 10 тис. осіб)
- міські селища (тхесабан-тамбон) — 1 456 (населення понад 5 тис. осіб)

## Королівські міста
- Бангкок (Крунгтхепмаханакхон)
- Паттая

## Міста
| Місто               | Провінція           | Населення, осіб (2006) | Статус     |
| ------------------- | ------------------- | ---------------------- | ---------- |
| Кхонкен             | Кхонкен             | 120,857                | 23.09.1995 |
| Лампанг             | Лампанг             | 60,591                 | 07.11.1999 |
| Накхонпатхом        | Накхонпатхом        | 84,565                 | 07.11.1999 |
| Нахонратчасіма      | Накхонратчасіма     | 147,879                | 23.09.1995 |
| Накхонсаван         | Накхонсаван         | 93,333                 | 23.09.1995 |
| Накхонсітхаммарат   | Накхонсітхаммарат   | 105,804                | 15.08.1994 |
| Нонтхабурі          | Нонтхабурі          | 266,930                | 23.09.1995 |
| Паккрет             | Нонтхабурі          | 166,522                | 16.02.2000 |
| Пхітсанулок         | Пхітсанулок         | 79,844                 | 06.03.1999 |
| Пхранакхонсіаюттхая | Пхранакхонсіаюттхая | 55,025                 | 04.12.1999 |
| Пхукет              | Пхукет              | 74,361                 | 13.02.2004 |
| Районг              | Районг              | 55,170                 | 07.11.1999 |
| Самутпракан         | Самутпракан         | 56,872                 | 23.03.1999 |
| Самутсакхон         | Самутсакхон         | 56,692                 | 07.11.1999 |
| Сонгкхла            | Сонгкхла            | 75,408                 | 07.11.1999 |
| Сураттхані          | Сураттхані          | 125,943                | 04.03.2007 |
| Транг               | Транг               | 59,846                 | 07.11.1999 |
| Убонратчатхані      | Убонратчатхані      | 86,612                 | 06.03.1999 |
| Удонтхані           | Удонтхані           | 143,304                | 23.09.1995 |
| Хат'яй              | Сонгкхла            | 156,414                | 23.09.1995 |
| Чіангмай            | Чіангмай            | 149,261                | 28.03.1936 |
| Чіанграй            | Чіанграй            | 69,261                 | 13.02.2004 |
| Яла                 | Яла                 | 64,898                 | 23.09.1995 |

## Містечка
| Місто, провінція - Айотія, Пхранакхонсіаюттхая - Амнатчарен, Амнатчарен - Ангтхонг, Ангтхонг - Араніяпратхет, Сакео - Банбуєнг, Чонбурі - Бангбуатхонг, Нонтхабурі - Бангкруай, Нонтхабурі - Бангмуннак, Пхічіт - Банмі, Лопбурі - Банпонг, Ратчабурі - Банпхру, Сонгкхла - Банчанг, Районг - Бетонг, Яла - Буаяй, Накхонратчасіма - Бурірам, Бурірам - Варінчамрап, Убонратчатхані - Каласін, Каласін - Кампхенгпхет, Кампхенгпхет - Кантанг, Транг - Кантхаралак, Сісакет - Канчанабурі, Канчанабурі - Крабі, Крабі - Кратхумбен, Самутсакхон - Косамуй, Сураттхані - Кхелангнакхон, Лампанг - Кхлонглуанг, Патхумтхані - Кхлунг, Чантхабурі - Кхукхот, Патхумтхані - Лампхун, Лампхун - Лангсуан, Чумпхон - Латлуанг, Самутпракан - Лой, Лой - Ломсак, Пхетчабун - Лопбурі, Лопбурі - Маптапхут, Районг - Махасаракхам, Махасаракхам | - Месот, Так - Мехонгсон, Мехонгсон - Муенгпхон, Кхонкен - Мукдахан, Мукдахан - Насан, Сураттхані - Накхоннайок, Накхоннайок - Накхонпханом, Накхонпханом - Нан, Нан - Наратхіват, Наратхіват - Нонгбуалампху, Нонгбуалампху - Нонгкхай, Нонгкхай - Патонг, Пхукет - Падангбеса, Сонгкхла - Пакпхананг, Накхонсітхаммарат - Пакчонг, Накхонратчасіма - Паттані, Паттані - Патхумтхані, Патхумтхані - Прачінбурі, Прачінбурі - Прачуапкхірікхан, Прачуапкхірікхан - Пханатнікхом, Чонбурі - Пхангнга, Пхангнга - Пхаяо, Пхаяо - Пхетчабун, Пхетчабун - Пхетчабурі, Пхетчабурі - Пхібунмангсахан, Убонратчатхані - Пхічіт, Пхічіт - Пхотхарам, Ратчабурі - Пхрапраденг, Самутпракан - Пхре, Пхре - Рангсіт, Патхумтхані - Ранонг, Ранонг - Ратчабурі, Ратчабурі - Роєт, Роєт - Саванкхалок, Сукхотхай - Садао, Сонгкхла - Сакео, Сакео - Саконнакхон, Саконнакхон | - Самутсонгкхрам, Самутсонгкхрам - Сананрак, Патхумтхані - Сарабурі, Сарабурі - Сатун, Сатун - Сена, Пхранакхонсіаюттхая - Сенсук, Чонбурі - Сікхіо,Накхонратчасіма - Сінгбурі, Сінгбурі - Сірача, Чонбурі - Сісакет, Сісакет - Сукхотхай, Сукхотхай - Сунгайколок, Наратхіват - Супханбурі, Супханбурі - Сурін, Сурін - Так, Так - Такуапа, Пхангнга - Тапханхін, Пхічіт - Трат, Трат - Тхабо, Нонгкхай - Тхакхам, Сураттхані - Тхакхлонг, Патхумтхані - Тхаруепхратхен, Канчанабурі - Тхачанг, Чантхабурі - Тхунгсонг, Накхонсітхаммарат - Уттарадіт, Уттарадіт - Утхайхані, Утхайтхані - Хуахін, Прачуапкхірікхан - Чаам, Пхетчабурі - Чайнат, Чайнат - Чантхабурі, Чантхабурі - Чаченгсао, Чаченгсао - Чаяпхум, Чаяпхум - Чонбурі, Чонбурі - Чумпхе, Кхонкен - Чумпхон, Чумпхон - Чумсенг, Накхонсаван - Ясотхон, Ясотхон |